# Nazionale maschile di pallacanestro del Kirghizistan
La nazionale di pallacanestro del Kirghizistan è la rappresentativa cestistica del Kirghizistan ed è posta sotto l'egida della Federazione cestistica del Kirghizistan.

## Piazzamenti

### Campionati asiatici
- 1995 - 8°

### Giochi asiatici
- 1998 - 12°

## Nazionali giovanili
- Nazionale Under-18
- Nazionale Under-16